# 조정 (수호전)

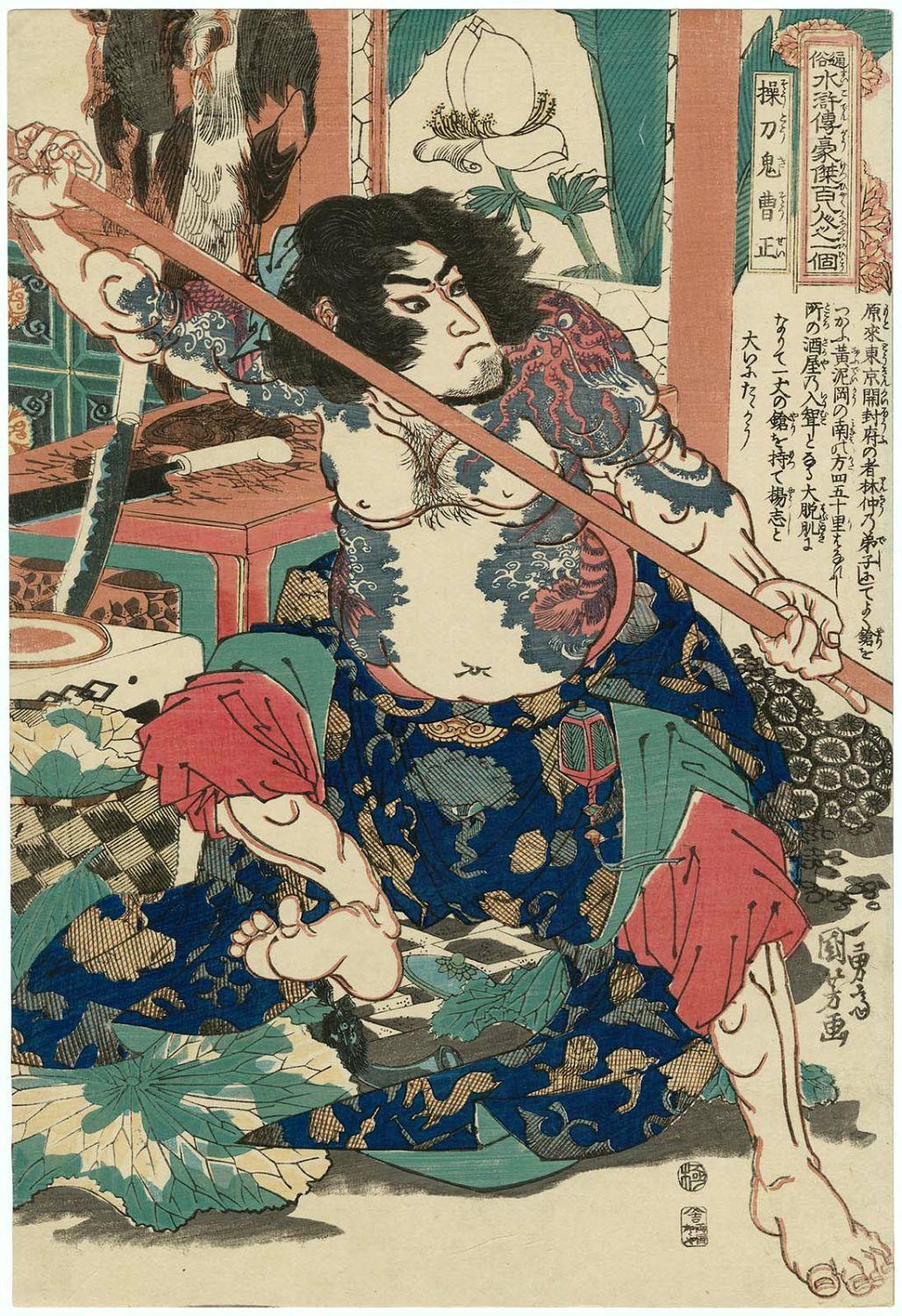

조정(曹正)은 중국의 사대기서(四大奇書) 중 하나인 《수호전》(水滸傳)에 등장하는 인물로, 108성 중 81위이자 지살성(地煞星)의 지계성(地稽星)에 해당한다. 별호는 조도귀(操刀鬼)로 집안 대대로 정육점을 하여서 그 칼질이 뛰어난 데서 유래했다.

## 생애
원래는 수도인 동경 개봉부에 살았고, 산동에서 장사를 하였으나 실패하여 황니강에서 반나절 거리에 선술집을 운영하게 되었다. 80만 금군의 무예 사범이었던 임충에게서 무예를 배운 적이 있으며 무술 솜씨는 나름대로 있었다.
어느 날 가게에 온 큰 남자가 돈을 내지 않고 그대로 가게를 나서는데 조정은 몽둥이를 들고 쫓아갔다. 그러나 그 큰 남자가 양지임을 알게 되고 자신의 가게에서 양지를 대접한다. 양지가 생신강을 빼앗겨 있을 곳이 없게 되고, 신세를 한탄하는걸 듣는다. 이후 양지에게 경의를 표하며 양지와 의형제를 맺는다. 그리고 양지에게 청주에 있는 이룡산으로 가서 산적이 되도록 권하고 양지를 보낸다.
그런데 양지는 덩치 큰 중인 노지심을 데리고 다시 돌아왔다. 그들의 이야기를 듣는데 노지심도 이룡산의 산적이 되려고 했으나 그곳 산적의 두령에게 거절당하여 쫓겨났다가 양지와 만나 돌아왔다고 한다. 이에 조정은 계책을 짜 셋이서 이룡산으로 향하여 노지심을 잡았다고 속여 산채로 잠입한 뒤 노지심이 두령을 죽이고 셋은 산적들을 항복시켜 수하로 삼았다. 조정은 다시 산을 내려와 가게를 접고 그대로 이룡산으로 들어간다.
이후 무송, 시은, 장청, 손이랑도 가세하여 이룡산의 세력을 넓혀 나갔는데 청주에서 호연작이 이끄는 토벌대가 도화산을 공격함에 따라 이룡산, 도화산, 백호산의 산적들 그리고 양산박과 협력하여 호연작을 사로잡아 청주성을 함락시킨다. 그리고 조정은 그대로 양산박에 들어간다.
양산박 입산 후에는 가축 도살 담당 관리자가 된다. 그 후로는 전선에 나서는 일은 적었지만 북경대명부 공격에 참가했다. 양산박이 조정에 귀순한 후에는 요나라전, 전호, 왕경토벌에 참여하였으나 방랍토벌의 선주공격에서 독화살을 맞고 전사한다.